# 156e méridien est
En géographie, le 156e méridien est est le méridien joignant les points de la surface de la Terre dont la longitude est égale à 156° est.

## Géographie

### Dimensions
Comme tous les autres méridiens, la longueur du 156e méridien correspond à une demi-circonférence terrestre, soit 20 003,932 km. Au niveau de l'équateur, il est distant du méridien de Greenwich de 17 366 km,.
Avec le 24e méridien ouest, il forme un grand cercle passant par les pôles géographiques terrestres.

### Régions traversées
En commençant par le pôle Nord et descendant vers le sud au pôle Sud, Le 156e méridien est passe par:
| Coordonnées           | Pays, territoire ou mer  | Notes |
| --------------------- | ------------------------ | --- |
| 90° 00′ N, 156° 00′ E | Océan Arctique           | |
| 77° 05′ N, 156° 00′ E | Mer de Sibérie orientale | |
| 71° 05′ N, 156° 00′ E | Russie                   | République de Sakha Oblast de Magadan — à partir de 66° 04′ N, 156° 00′ E                                                                                 |
| 60° 57′ N, 156° 00′ E | Mer d'Okhotsk            | Golfe de Chelikhov |
| 56° 42′ N, 156° 00′ E | Russie                   | Kraï du Kamtchatka — Péninsule du Kamchatka |
| 53° 35′ N, 156° 00′ E | Mer d'Okhotsk            | |
| 50° 45′ N, 156° 00′ E | Russie                   | Oblast de Sakhaline — île de Paramouchir, îles Kouriles                                                                                                   |
| 50° 23′ N, 156° 00′ E | Océan Pacifique          | Passe juste à l'est de l'Île Bougainville, Papouasie-Nouvelle-Guinée (à 6° 42′ S, 155° 57′ E)                                                             |
| 6° 47′ S, 156° 00′ E  | Îles Salomon             | Île Ovau (en) |
| 6° 49′ S, 156° 00′ E  | Mer des Salomon          | Passe juste à l'ouest de l'île Fauro, Îles Salomon (à 6° 58′ S, 156° 01′ E) Passe juste à l'est de l'Île Shortland, Îles Salomon (à 7° 02′ S, 155° 51′ E) |
| 11° 46′ S, 156° 00′ E | Mer de Corail            | Passe par les Îles de la mer de Corail, Australie |
| 29° 58′ S, 156° 00′ E | Océan Pacifique          | |
| 60° 00′ S, 156° 00′ E | Océan Austral            | |
| 69° 00′ S, 156° 00′ E | Antarctique              | Territoire antarctique australien, partie de l'Antarctique revendiqué par l' Australie                                                                    |